# Еміль Фоґель
Еміль Вільгельм Фоґель (нім. Emil Wilhelm Vogel; 20 липня 1894, Цвікау — 7 серпня 1985, Мюльгайм-на-Рурі) — німецький воєначальник, генерал гірсько-піхотних військ вермахту. Кавалер Лицарського хреста Залізного хреста з дубовим листям.

## Біографія
Учасник Першої світової війни. Після демобілізації армії залишений в рейхсвері, пройшов підготовку офіцера Генштабу і з 1926 року займав різні штабні посади. З 1 жовтня 1937 року — начальник оперативного відділу штабу 7-го армійського корпусу. Учасник Польської кампанії. 23 жовтня 1939 року очолив оперативний відділ штабу прикордонної ділянки «Північ», а 16 травня 1940 року — штаб 1-го військового округу. З 25 жовтня 1940 по 20 червня 1942 року — начальник штабу 20-го армійського корпусу.
Учасник Німецько-радянської війни, включаючи бої в районі Білостока, Смоленська, В'язьми, Москви і Гжатська. З 1 вересня 1942 року — командир 101-ї єгерської дивізії. Учасник боїв на Кавказі, Кубані, в Запоріжжі, біля Миколаєва і Вінниці. З 10 серпня 1944 року — командир 36-го гірського корпусу, дислокованого у Лапландії.
Після виходу Фінляндії з війни відійшов з корпусом у Норвегію, де в травні 1945 року здався союзникам. У 1947 році звільнений.

## Звання
- Фанен-юнкер (3 серпня 1914)
- Фанен-юнкер-унтерофіцер (1 січня 1915)
- Фенріх (13 березня 1915)
- Лейтенант (2 червня 1915; патент від 15 листопада 1913)
- Оберлейтенант (1 серпня 1923)
- Гауптман (1 квітня 1928)
- Майор Генштабу (1 листопада 1934)
- Оберстлейтенант Генштабу (1 серпня 1937)
- Оберст Генштабу (1 грудня 1939)
- Генерал-майор (1 жовтня 1942)
- Генерал-лейтенант (1 квітня 1943)
- Генерал гірсько-піхотних військ (9 листопада 1944)

## Нагороди
- Залізний хрест
  - 2-го класу (11 червня 1915)
  - 1-го класу (25 жовтня 1916)
- Орден «За заслуги» (Баварія) 4-го класу з мечами
- Орден «За хоробрість», офіцерський хрест (Третє Болгарське царство)
- Нагрудний знак «За поранення» в чорному
- Почесний хрест ветерана війни з мечами
- Пам'ятна військова медаль (Угорщина) з мечами (2 листопада 1934)
- Медаль «За вислугу років у Вермахті»
  - 4-го, 3-го і 2-го класу (18 років; 2 жовтня 1936) — отримав 3 медалі одночасно.
  - 1-го класу (25 років; 3 серпня 1939)
- Медаль «У пам'ять 13 березня 1938 року» (8 листопада 1938)
- Медаль «У пам'ять 1 жовтня 1938» (15 серпня 1939)
- Застібка до Залізного хреста
  - 2-го класу (25 вересня 1939)
  - 1-го класу (20 жовтня 1939)
- Німецький хрест в золоті (25 квітня 1942)
- Медаль «За зимову кампанію на Сході 1941/42» (7 серпня 1942)
- Штурмовий піхотний знак в сріблі (14 жовтня 1942)
- Орден Михая Хороброго 3-го класу (Румунське королівство; 15 червня 1943)
- Лицарський хрест Залізного хреста з дубовим листям
  - лицарський хрест (7 серпня 1943)
  - дубове листя (№ 475; 14 травня 1944)
- Відзначений у Вермахтберіхт
  - «Під час важких оборонних боїв у районі на південь від Проскурова німецька Вюртемберзько-Судетська 101-ша єгерська дивізія під керівництвом генерал-лейтенанта Фогеля відзначилася особливою хоробрістю та непохитністю.» (29 березня 1944)
- Кубанський щит